# Tasmansee

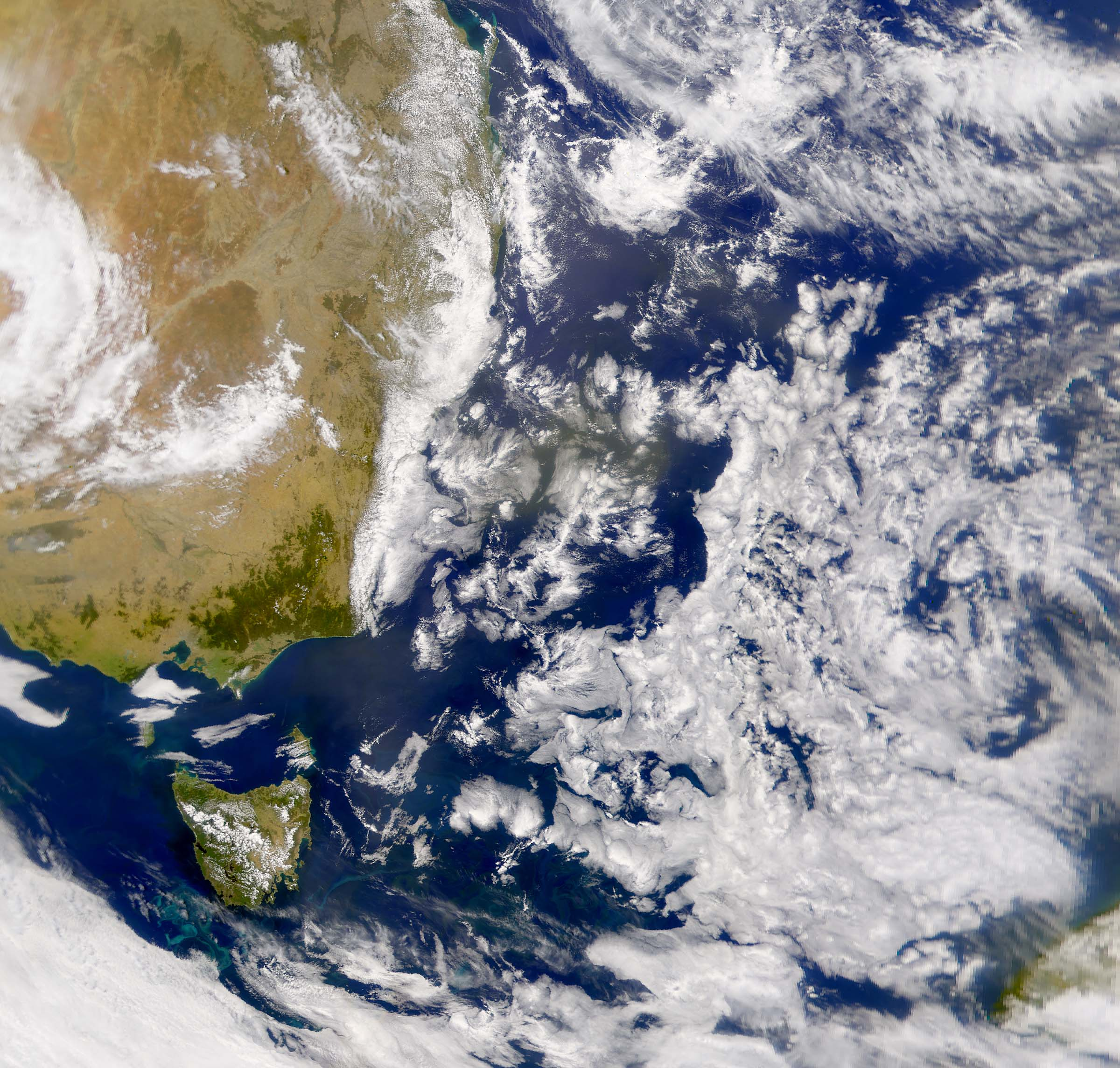
Satellitenfoto der Tasmansee

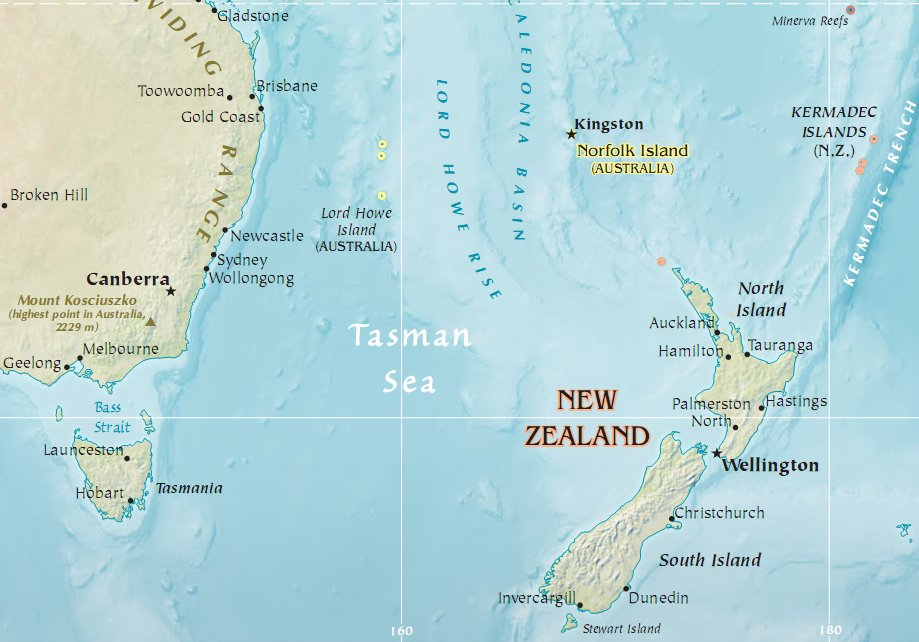
Karte der Tasmansee

Als Tasmansee (in älteren Texten auch Tasmanische See im Sinne von „Tasman’sche See“) wird die Wasserfläche zwischen Australien und Neuseeland bezeichnet. Sie ist ein südwestlicher Teil des Südpazifik. Der Name ehrt den holländischen Entdecker Abel Tasman, der 1642/1643 auf Entdeckungsreise ging und dabei auch Neuseeland und Tasmanien entdeckte. Um 1770 erforschte der britische Entdecker James Cook das Gebiet während seiner ersten Entdeckungsreise.
Zur Tasmansee rechnet die Internationale Hydrographische Organisation die Flächen östlich der australischen Staaten New South Wales, Victoria und Tasmanien. Das weiter im Norden befindliche Queensland schließt an das Korallenmeer. Die Grenze der Bundesstaaten dient auch als Demarkierung dieser beiden Meere.
Die Tasmansee ist 2800 km lang und bis zu 2000 km breit, die Flächenausdehnung beträgt 2.331.000 km². Ihre größte Tiefe erreicht sie mit 5200 m im Tasmanischen Becken.

## Inseln
Die Tasmansee beinhaltet eine Reihe von Inselgruppen, die weit abgelegen von den Küsteninseln von Neuseeland und Australien liegen, jedoch alle zu Australien gehören:
- Middleton Reef und Elizabeth Reef (mit jeweils einer kleinen Insel auf dem Saumriff) liegen im Norden des tasmanischen Meeres
- Lord-Howe-Inselgruppe, mit Lord-Howe-Insel, Ball’s Pyramid und weiteren zugehörigen Inseln
- Norfolkinsel weit im Norden, an der Grenze zum Korallenmeer

## Querungen
1928 gelang den beiden australischen Piloten Charles Ulm und Charles Kingsford Smith in einer dreimotorigen Fokker die erste Überquerung der Tasmansee. 1931 folgte die erste Soloüberquerung durch ihren Landsmann Guy Menzies.
Als erster Mensch schaffte es 1977 Colin Quincey, mit einem Ruderboot die Tasmansee von Neuseeland nach Tasmanien zu durchqueren. Sein Sohn Shaun Quincey fuhr 2010 als erster von Tasmanien nach Neuseeland. Der Australier Andrew McAuley ist seit seinem Versuch, 2007 mit einem Seekajak von Tasmanien nach Neuseeland zu reisen, verschollen.